# 1966 في ألمانيا
فيما يلي قوائم الأحداث التي وقعت خلال عام 1966 في ألمانيا.

## سياسة

### تعيين في المنصب
- 1 يناير – هانس فيلبينغر رئيس وزراء ولاية بادن-فورتمبيرغ.
- 8 نوفمبر – كورت خموكر وزير المالية الاتحادي،Federal Minister for the Treasury ‏.
- 1 ديسمبر – غيرهارد شرودر وزير الدفاع الألماني.
- 1 ديسمبر – فيلي براندت نائب المستشار، وزير الخارجية.
- 1 ديسمبر – كورت غيورغ كيزينغر مستشار ألمانيا.
- 2 ديسمبر – فرانز جوزيف ستراوس وزير المالية الاتحادي.
- 8 ديسمبر – هاينتس كون رئيس وزراء شمال الراين وستفاليا [الإنجليزية]‏.

### انتهاء فترة المنصب
- 1 يناير – كورت غيورغ كيزينغر رئيس وزراء ولاية بادن-فورتمبيرغ.
- 1 يناير – هايدغارد هام بروشر عضو مجلس الشورى الموحد بافاريا.
- 28 أكتوبر – فالتر شيل الوزارة الاتحادية للتعاون الاقتصادي والتنمية.
- 30 نوفمبر – غيرهارد شرودر وزير الخارجية.
- 30 نوفمبر – كورت خموكر وزير المالية الاتحادي.
- 1 ديسمبر – فيلي براندت عمدة برلين.
- 1 ديسمبر – لودفيغ إيرهارت مستشار ألمانيا.
- 8 ديسمبر – فرانتس مايرز رئيس وزراء شمال الراين وستفاليا [الإنجليزية]‏.

## رياضة
- 1 يناير – بطولة العالم لسباق الدراجات على الطريق 1966
- 1 يناير – بطولة العالم للدراجات على المضمار 1966

## أفلام
من الأفلام التي صدرت هذه السنة في ألمانيا:
- 1 يناير – حقيبة القاهرة من إخراج مناحيم غولان.
- 23 ديسمبر – الطيب والشرس والقبيح من إخراج سرجيو ليون.

## مواليد

### يناير
- 1 يناير – آريس كالايزس رسام ألماني.[1]
- 1 يناير – أولريكه شفايكيرت مؤلفة ألمانية.[2]
- 1 يناير – هيتو شتايرل مخرجة أفلام ألمانية.[3]
- 13 يناير – مايكل كوخ

### فبراير
- 7 فبراير – كريستين أوتو[4]
- 8 فبراير – برونو لاباديا[5]
- 9 فبراير – كريستوف ماريا هيربست[6]
- 11 فبراير – باتريك كونن لاعب كرة مضرب ألماني.

### مارس
- 8 مارس – أنجا فيلدمان
- 19 مارس – أولاف مارشال لاعب كرة قدم ألماني.[7]
- 21 مارس – محمد كاليش أستاذ جامعي ألماني.
- 22 مارس – ماكس ريختر ملحن بريطاني.[8]

### أبريل
- 1 أبريل – فريدريش زيلر سياسي ألماني.
- 4 أبريل – شتيفان مابوس رئيس الوزراء الثامن لولاية بادن-فورتمبيرغ (2010-2011).[9]
- 9 أبريل – توماس دول[10]
- 27 أبريل – أوليفر ماريا شميت كاتب ألماني.[11]

### مايو
- 1 مايو – أولاف ثون لاعب كرة قدم ألماني.[12]
- 3 مايو – كاترين غورنغ إيكارت[13]
- 10 مايو – ديرك فان دن بيرغ

### يونيو
- 7 يونيو – روي كومر كاتب ألماني.
- 11 يونيو – فينتشنزو نارديلو ملاكم إيطالي.

### يوليو
- 12 يوليو – سابين موسيير سابيني موسيير.[14]
- 14 يوليو – رالف والدمان متسابق دراجات نارية ألماني.
- 15 يوليو – كلوديا جانسين
- 28 يوليو – أودو ريجليوسكي لاعب كرة مضرب ألماني.

### أغسطس
- 10 أغسطس – أودو بلوتز درّاج طريق ألماني.
- 18 أغسطس – لارس رودولف[15]
- 22 أغسطس – ألكسندر جوركوف صحفي ألماني.

### سبتمبر
- 7 سبتمبر – غوندا نيمان شتيرنمان[16]
- 9 سبتمبر – غيورغ هاكل متزلج على الجليد ألماني.[17]
- 19 سبتمبر – هايكو ماس سياسي ألماني.[18]

### أكتوبر
- 16 أكتوبر – شتيفان رويتر لاعب كرة قدم ألماني.[19]

### نوفمبر
- 1 نوفمبر – باربارا بيكر ممثلة ألمانية.[20]
- 14 نوفمبر – بترا روسنر متسابقة دراجات ألمانية.
- 15 نوفمبر – ماتياس برتش

### ديسمبر
- 12 ديسمبر – ماوريسيو غاودينو لاعب كرة قدم ألماني.[21]
- 25 ديسمبر – ساندرا شوماخر درّاجة طريق ألمانية.

## وفيات

### يناير
- 7 يناير – هاينريش فرانك (مواليد 1887) فيزيائي ألماني.
- 14 يناير – كورت باكيبرغ (مواليد 1894) عالم نبات ألماني.[22]

### فبراير
- 17 فبراير – هانس هوفمان (مواليد 1880) رسام أمريكي.[23]
- 20 فبراير – بول زيلينشكي (مواليد 1911) لاعب كرة قدم ألماني.

### أبريل
- 1 أبريل – كارل آدم (مواليد 1876)[24]
- 21 أبريل – يوزاف ديتريش (مواليد 1892)[25]

### يونيو
- 6 يونيو – إليزابيث كرايست ترامب (مواليد 1880)

### أغسطس
- 29 أغسطس – أوغستا فيكتوريا من هوهنتسولرن (مواليد 1890)

### سبتمبر
- 11 سبتمبر – إيفا جاستن (مواليد 1909)
- 25 سبتمبر – يو هانس روسلر (مواليد 1899)[26]

### أكتوبر
- 18 أكتوبر – روبرت زيلر (مواليد 1895) سياسي ألماني.
- 19 أكتوبر – أوتو ويبر (مواليد 1902)[27]

### ديسمبر
- 6 ديسمبر – إرنست أرنولد (مواليد 1903) سياسي ألماني.